# VAL
VAL er et band, der skulle have repræsenteret Hviderusland i Eurovision Song Contest 2020 i Rotterdam med sangen "Da vidna". Eurovision Song Contest 2020 blev imidlertid aflyst på grund af COVID-19-pandemien. 
Bandets lead sanger er Valeria Gribusova. Vlad Pashkevich spiller keyboard og laver sampling og produktion.